# 大阪市立大正東中学校
大阪市立大正東中学校（おおさかしりつ たいしょうひがし ちゅうがっこう）は、大阪府大阪市大正区にある公立中学校。
2002年度以降、韓国の釜山市内にある温泉（オンチョン）中学校と姉妹校交流を行い、相互訪問を実施している。また職場体験学習や校区内の小学生を対象とした体験授業などの取り組みも実施している。
学制改革と同時の1947年に創立した。学校敷地は、太平洋戦争終戦直後に廃校になった旧大阪市三軒家南国民学校の敷地を転用している。

## 沿革
- 1947年 - 大阪市立大正第一中学校として開校。
- 1949年 - 大阪市立大正東中学校に改称。

## 通学区域
- 三軒家西小学校、三軒家東小学校、泉尾北小学校、中泉尾小学校の通学区域。

大阪市大正区 三軒家西（全域）、三軒家東（3丁目の一部および6丁目の一部を除く大半地域）、泉尾東（5丁目の一部および7丁目の一部を除く大半地域）。

## 交通
- 大阪環状線・地下鉄長堀鶴見緑地線 大正駅 南500m。
- 大阪シティバス 三軒家バス停。

## 出身者
- 阿部翔太 - プロ野球選手
- 山本祐大 - プロ野球選手
- 阪口皓亮 - プロ野球選手
- 谷川亜華葉 - 競泳選手、2020年東京オリンピック競泳日本代表。